# Forn Sed
Forn Sidr, refere-se as antigas práticas e crenças pagãs que se tinham na Escandinávia, antes da influência e conversão ao cristianismo. Esse termo deriva-se da língua nórdica antiga, Forn siðr, traduzido como "antigo costume" ou "antiga tradição".

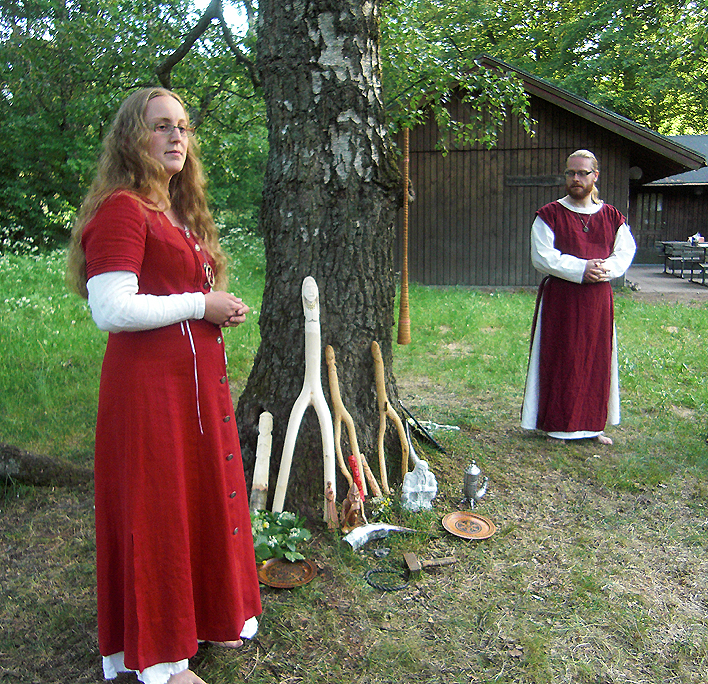
Membros da Forn Sed Sverige, em uma celebração, em 2011, a gyðia Birka Skogsberg e o goði Martin Domeij.

O Forn Sed, é um dentre outros nomes usados por movimentos pertencentes ao neopaganismo germânico, que foi cunhado pela "Samfundet Forn Sed Sveriges" uma organização religiosa neopagã germânica da Suécia criada em 1994 como "Assembleia Asatro Sueca", tendo alterado seu nome para a forma atual em 2010, por acharem esse termo mais descritivos com as suas práticas e costumes, não voltadas apenas aos deuses, mas também aos espíritos locais, a visão animista e o resgate da compreensão da mentalidade pagã, adaptas ao mundo moderno, como a visão de mundo cíclica.
Segundo o próprio site da instituição em seu estatuto, ela é humanitária, oposta ao racismo, sexismo e homofobia, voltada à continuação da religião escandinava na Suécia através dos registros históricos e do folclore popular que resistiu ao cristianismo. 
1. ↑  «About Forn Sed Sweden | Samfundet Forn Sed Sverige». www.samfundetfornsed.se (em sueco). Consultado em 21 de abril de 2018